# موتورشیپ کلاس رودینا
موتورشیپ کلاس رودینا (به انگلیسی: Rodina-class motorship) یک کلاس از کشتی است که طول آن ۹۵٫۸ متر (۳۱۴ فوت) می‌باشد.